# Oracle Cloud
Oracle Cloud is een clouddienst van het Amerikaanse bedrijf Oracle die op 20 oktober 2016 publiekelijk beschikbaar kwam.

## Beschrijving
Oracle Cloud biedt diensten als platform as a service (PaaS), infrastructure as a service (IaaS), software as a service (SaaS) en data as a service (DaaS). Met deze diensten kan een gebruiker toepassingen bouwen en distribueren in een cloudomgeving.
Oracle Cloud biedt ook open standaarden en applicaties aan, zoals bijvoorbeeld Kubernetes en MySQL, diverse programmeertalen, databases en frameworks.
Sinds medio 2020 is Oracle Cloud beschikbaar in 25 regio's waar gebruikers clouddiensten kunnen uitrollen.